# Lincoln Motor Car Works
Lincoln Motor Car Works war ein US-amerikanischer Hersteller von Automobilen.

## Unternehmensgeschichte
Das Unternehmen aus Chicago in Illinois hatte bereits einige Automobilteile für Sears hergestellt. Als Sears das Automobilgeschäft aufgab, setzte Lincoln Motor Car Works die Produktion auf eigene Rechnung fort. Der Markenname lautete Lincoln. 1913 endete die Produktion.
Weitere US-amerikanische Automarken namens Lincoln stellten Lincoln Electric Company, Lincoln Automobile Company, Lincoln Motor Car Company sowie der Ford-Konzern als Lincoln her.

## Fahrzeuge
Das Model 24 war ein Highwheeler. Ein luftgekühlter Zweizylindermotor mit L-Kopf trieb über ein Friktionsgetriebe und zwei Ketten die Hinterachse an. Der Motor hatte 104,775 mm Bohrung, 101,6 mm Hub, 1752 cm³ Hubraum und 14 PS Leistung. Das Fahrgestell hatte 183 cm Radstand. Gelenkt wurde mit einem Lenkhebel vom linken Sitz aus. Der Neupreis betrug 585 US-Dollar.
Daneben gab es den Light. Er war moderner und niedriger konzipiert. Motor und Radstand entsprachen dem anderen Modell. Der Aufbau war ein Tourenwagen. Der Wagen kostete 650 Dollar.

## Modellübersicht
| Jahr      | Modell   | Zylinder | Leistung (PS) | Radstand (cm) | Aufbau      |
| --------- | -------- | -------- | ------------- | ------------- | ----------- |
| 1912–1913 | Model 24 | 2        | 14            | 183           | Runabout    |
| 1912–1913 | Light    | 2        | 14            | 183           | Tourenwagen |